# Дятел бородатий

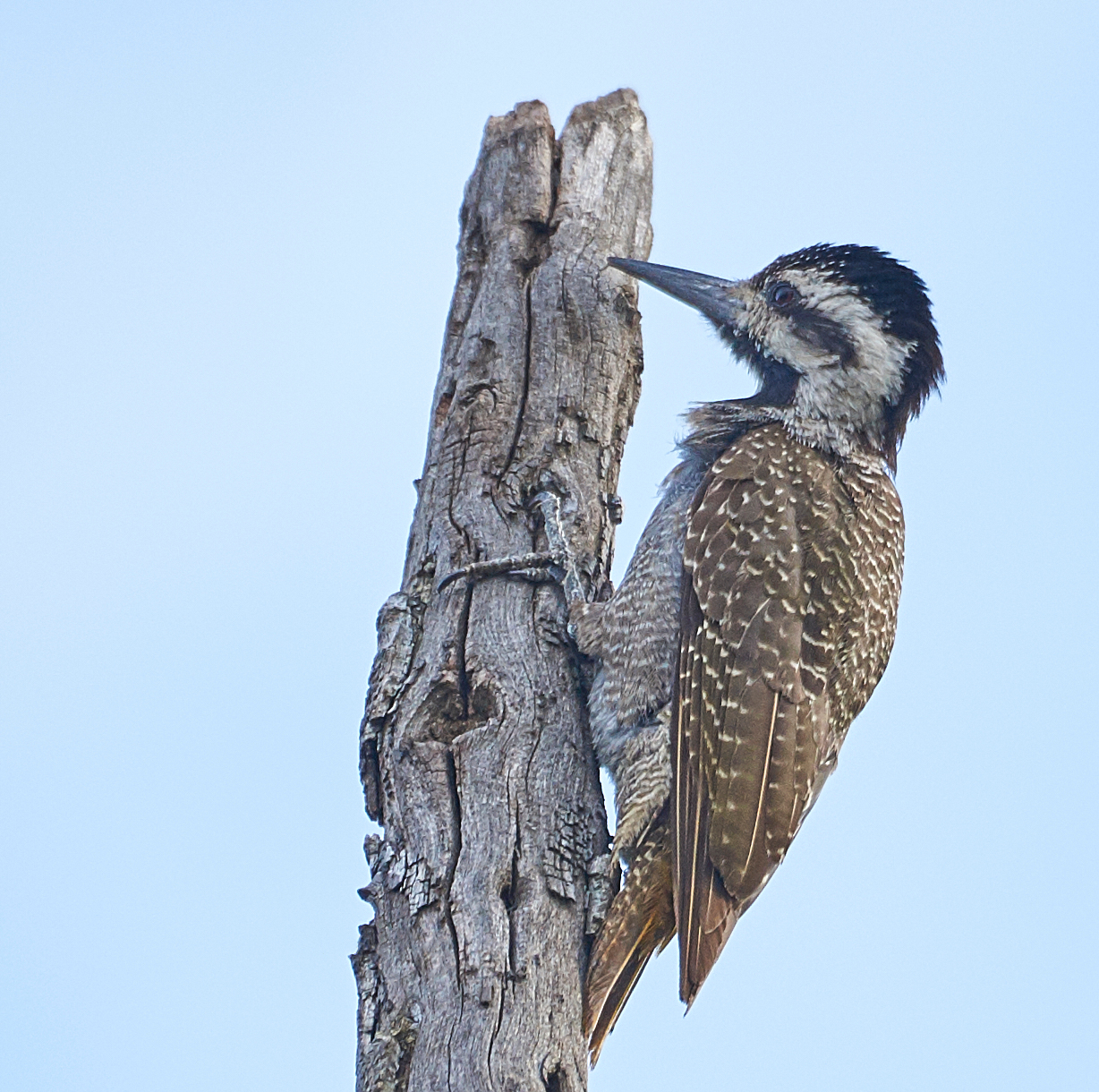
Самиця бородятого дятла (Масаї-Мара, Кенія)

Дя́тел бородатий (Chloropicus namaquus) — вид дятлоподібних птахів родини дятлових (Picidae). Мешкає в Африці на південь від Сахари.

## Опис
Бородатий дятел є одним з найбільших африканських дятлів. Його довжина становить 25 см. Верхня частина тіла жовтувато-коричнева, пера на спині і крилах мають білий кінчик, що створює цяткований візерунок. Хвіст коричневий з білою смугаю, пера на хвості мають жовтуваті стрижні. Нижня частина тіла сіра, поцяткована вузькими білими смужками. Обличчя і горло білі, над очима білі "брови". Під дзьобом чорні "вуса", під очима широкі чорні смуги, лоб, тім'я і потилиця чорні. У самців на тімені яскрава червона пляма. Дзьоб великий, темно-сірий, лапи сірі, очі червоні. У молодих птахів верхня частина тіла має зеленуватий відтінок, смуги на ній нечіткі. У молодих самців і самиць тім'я дещо червонувате.

## Підвиди
Виділяють три підвиди:
- C. n. schoensis (Rüppell, 1842) — Ефіопія, Сомалі і північна Кенія;
- C. n. namaquus (Lichtenstein, AAH, 1793) — від ЦАР до південного Судану, Кенії, Танзанії, північних районів ПАР і північної Намібії;
- C. n. coalescens (Clancey, 1958) — південний Мозамбік і схід ПАР.

## Поширення і екологія
Бородаті дятли живуть в сухих саванах, сухих і вологих тропічних лісах і чагарникових заростях. Зустрічаються на висоті до 3000 м над рівнем моря.

## Поведінка
Бородаті дятли живуть парами. Живляться комахами, їх личинками, павуками та іншими безхребетними, їноді ловлять геконів і дрібних ящірок. Дупло бородатих дятлів видобується в мертвому дереві, на висоті до 20 м над землею. В кладці 3 яйця. Інкубаційний період триває 13 днів. Пара батьків піклується про пташенят, які покидають дупло на 4 тижень після вилуплення.